# Palazzo del Tergesteo

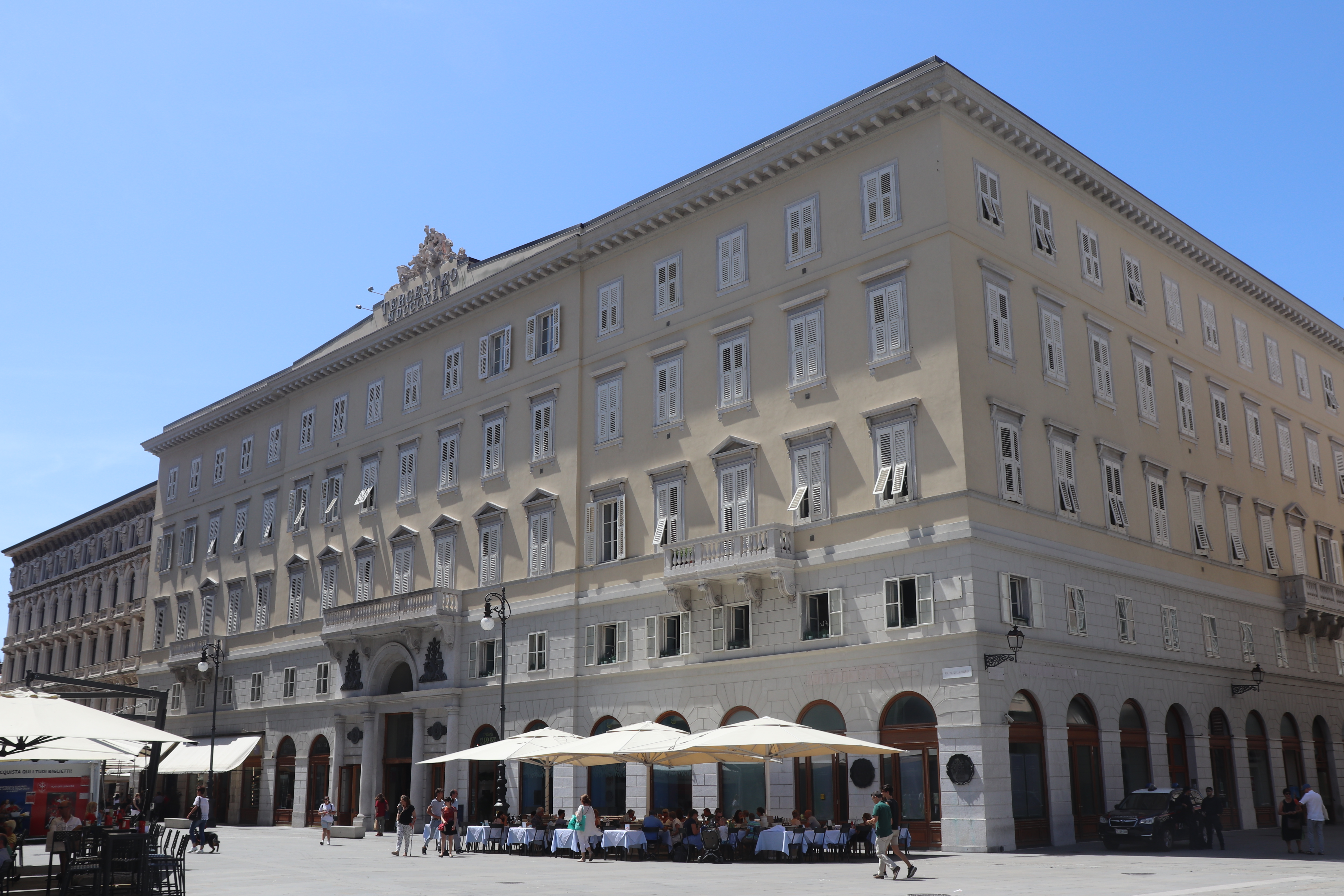
Palazzo del Tergesteo

Het Palazzo del Tergesteo (19e eeuw) is een multifunctioneel gebouw in de Noord-Italiaanse stad Triëst. Het palazzo staat aan de Piazza della Borsa naast de Kamer voor Handel. De eigenaar is The Carlyle Group.
Het palazzo draagt de naam van het Tergesteo Vennootschap, de bouwheer. Tergestum is overigens de naam die de Romeinen gaven aan Triëst. De Tergesteo Groep was in de 19e eeuw een genootschap van Oostenrijks-Hongaarse vooraanstaanden die Tergesteo-aandelen bezaten. Na de bouw van het palazzo del Tergesteo (1840-1842) wensten de aandeelhouders de verschillende eenheden in het gebouw te benutten voor bewoning en handel.
Het vierkanten gebouw bestaat uit vier kleinere vierkanten blokken. De vier blokken komen in het midden samen zodat ze een kruis vormen: dit is een overkapte galerij. Het gelijkvloers is ingericht voor handelszaken; de overige verdiepingen voor burelen en woningen. In de jaren 1960 werd het 19e-eeuws dak verwijderd en vervangen door glas-beton.